# Суркіс Григорій Михайлович
Григо́рій Михайлович (Рахмільович) Су́ркіс (нар. 4 вересня 1949, Одеса) — український футбольний функціонер, підприємець і проросійський політик єврейського походження. Віцепрезидент УЄФА з 24 травня 2013 року по 7 лютого 2019 року, нині — почесний член УЄФА. Президент Федерації футболу України у 2000—2012 роках, зараз — її почесний президент. Народний депутат України III і IV скликань (1998—2006) від фракції СДПУ (о). Народний депутат України IX скликання (з 2019) від партії «Опозиційна платформа — За життя». Секретар Комітету з питань молоді і спорту Верховної Ради України (з 29 серпня 2019 року). Брат Ігоря Суркіса, разом із яким входить в олігархічний клан Київська сімка.

## Життєпис
Народився 4 вересня 1949 року в Одесі в єврейській родині. Батько — Михайло (Рахміль) Давидович, військовий лікар. Мати — Римма Яківна, працівник торгівлі, її батько (дід Григорія) — Ян Петрович Горінштейн, футбольний коментатор і почесний член Федерації футболу СРСР. Брат — Ігор Михайлович Суркіс, президент ФК «Динамо» Київ.

## Освіта та кар'єра
Освіта вища, 1972 року закінчив Київський технологічний інститут харчової промисловості за фахом «Машини і апарати харчових виробництв», кваліфікація — інженер-механік.
У 1972—1974 роках: старший інженер контори технічного постачання Главплодвинпрому УРСР.
1974—1975: майстер РСУ-1 тресту «Укррембудматеріали» (Харків).
1975—1988: виконроб, начальник постачання, заступник начальника РБУ № 3, головний інженер, начальник управління виробничо-технологічної комплектації тресту «Київжитлорембудмонтаж» Київського міськжилуправління.
1988—1991: головний інженер, начальник управління виробничо-технологічної комплектації, заступник начальника виробничого житлово-ремонтного об'єднання Київського міськвиконкому.
1991—1993: генеральний директор СП «Динамо-Атлантик», начальник управління комплектації Київського міськвиконкому. Здійснює рейдерський захват ФК «Динамо Київ» і відсторонює Безверхого В. В. від президентства клубу.
1993—1998: президент Українського промислово-фінансового концерну «Славутич» (75 % належало офшорній «Newport Management» Віктора Медведчука).
Бізнес-партнер Віктора Медведчука, чия компанія «Newport Management» (Британські Віргінські Острови) робила виплати футболістам «Динамо» щонайменше з 2003 року. За підрахунками Espreso.tv, наприклад, за 2013—2015 рр. ФК «Динамо» могло ухилитись від сплати податків на $30 млн.
Григорій Суркіс є одним з співвласників «А-Банку».

## Політика
1998—2006: народний депутат України III і IV скликань, член фракції СДПУ (о). Довгий час входив у керівні органи партії.
Член партії СДПУ(о) з 1995 року. У 1996—1998 рр. — член Центральної ради, а з 1998 р. — Політради СДПУ(о). Заступник голови СДПУ(о) з жовтня 1998 року, член Політбюро (до 1998 р. — Правління) СДПУ(о) з грудня 1996 року. Секретар Київського міськкому СДПУ(о) у 1997–2003 роках. Делегат ХІ—XVIII з'їздів партії.
Член Координаційної ради з питань внутрішньої політики (вересень 1998 — грудень 1999); заступник голови ради Міжнародної фундації українського літопису (з липня 1998).
Народний депутат України ІІІ та IV скликання. Заступник голови Комітету, член Комітету з питань молодіжної політики, фізичної культури, спорту і туризму Верховної Ради України. Уповноважений представник фракції СДПУ(о) у Верховній Раді України (1998—2002 років).
Народний депутат України IX скликання від партії «Опозиційна платформа — За життя», № 17 у списку. На час виборів: президент ГО Товариство «Україна – Китай», член партії «Опозиційна платформа — За життя». Проживає в місті Києві. Секретар Комітету з питань молоді і спорту Верховної Ради України (з 2019 року). Член Підкомітету з питань спорту вищих досягнень та спортивної діяльності, Підкомітету з питань фізичної культури та масового спорту.

## Кримінальні справи
19 березня 2019 року до Єдиного реєстру досудових розслідувань було внесено кримінальне провадження щодо Суркіса щодо можливого привласнення, розтрати майна або заволодіння ним шляхом зловживання службовим становищем в особливо великих розмірах і/або організованою групою осіб.
Кримінальне провадження стосується будівництва навчально-тренувальної бази для національних збірних у селі Гореничі під Києвом. 2003-го Суркіс і віцепрезидент ФФУ Олександр Бандурко заявили про будівництво спортивної бази. На площі у 40 га мали збудувати манеж та 10 футбольних полів.
Кошти для будівництва було зібрано з українських клубів, яким УЄФА здійснила «платежі солідарності» протягом чотирьох років: з сезону-2000/2001 до сезону-2003/2004. На будівництво в Гореничах було виділено 12 млн грн (за тодішнім курсом 2003-го року — ~2 млн євро). Спортивну базу не було побудовано.
У 2018 році аудит компанії KPMG підтвердив нанесення Українській асоціації футболу збитків, унаслідок розтрати цільових коштів УЄФА на неіснуюче будівництво спортбази.
У 2021 році Нацполіція активізувала розслідування у справі незбудованої спортивної бази, а слідчий суддя продовжив строки досудового дозслідування до лютого 2022 року.

## Український спорт
- 1993—1998: президент ФК «Динамо» Київ.
- 1998—2002: почесний президент ФК «Динамо» Київ. У 2002 році передав право власності клуба брату Ігорю.
- 1996—2000: президент Професіональної футбольної ліги України, віцепрезидент Федерації футболу України.
- З 1997: посол від України в Єврокомісії з питань спорту, толерантності та Чесної Гри.
- 1998—2006: перший заступник Парламентського комітету з питань молодіжної політики, фізичної культури і спорту.
- З 1998: член Національного олімпійського комітету України.
- 2000—2012: президент Федерації футболу України.
- З 2006: віцепрезидент Національного олімпійського комітету України.
- Із 2012: почесний президент Федерації футболу України.

## УЄФА/ФІФА
- 2000—2012: член Комітету національних асоціацій ФІФА.
- 2002—2004: член Комітету УЄФА з професіонального футболу.
- 2004—2007: кооптований член Виконкому УЄФА (без права голосу), член Робочої групи з футбольному розвитку.
- 2007—2019: член Виконкому УЄФА.
- 2007—2009: голова Комітету УЄФА з футзалу і пляжного футболу.
- 2007—2013: заступник голови Комітету УЄФА зі стадіонів та безпеки.
- 2009—2011: голова Комітету УЄФА з дитячо-юнацького та аматорського футболу, заступник голови Комітету УЄФА з жіночого футболу.
- 2011—2013: голова Комітету УЄФА зі змагань для збірних.
- 2013—2015: заступник голови Комітету УЄФА з маркетингових консультацій.
- 2013—2015: голова Комітету УЄФА зі стадіонів та безпеки.
- 2013—2016: член Оргкомітету з організації Клубного чемпіонату світу ФІФА
- 2015—2017: голова Комітету УЄФА з маркетингових консультацій.
- 2017—2019: член Ради UEFA Events SA
- 2017—2019: голова Комітету УЄФА з національних асоціацій.
- 2017—2019: заступник голови Комітету УЄФА з дитячо-юнацького та аматорського футболу.
- 2013—2019: представник Виконкому УЄФА в Стратегічній раді УЄФА з професіонального футболу.
- 2013—2019: віцепрезидент УЄФА.
- Із 2019: почесний член УЄФА.

## Скандали

### Нецільове використання коштів
У листопаді 2019 року Українська асоціація футболу звернулася до ДБР, ГПУ та МВС із заявою про вчинення експрезидентом ФФУ Суркісом правопорушення, яке завдало збитків на 380 млн євро.
УАФ опирається на розслідування німецького видання «Шпіґель» «Як виплати УЄФА опинилися на Британських Віргінських Островах» та на результати внутрішнього розслідування.
За даними видання, з 1999 року (понад 15 років) УЄФА переказував кошти, загалом 380 млн євро, призначені для ФФУ та розвитку українського футболу, офшорній компанії «Ньюпорт Менеджмент Лтд» (Newport Management Limited).
Ця компанія зареєстрована на Британських Віргінських островах, а контролює її Григорій Суркіс, який з 2000 по 2012 очолював ФФУ, а також понад 10 років (до лютого 2019 року) був членом Виконкому УЄФА.
Поліція та Офіс Генпрокурора розслідують привласнення коштів УЄФА, які «Федерація футболу України» за часів головування Григорія Суркіса отримувала на офшорну компанію-посередника «Ньюпорт Менеджмент Лтд». Про це йдеться в ухвалах Голосіївського райсуду Києва від 21 січня.
Григорія Суркіса запідозрили у фінансовому мотивуванні членів «футбольної» тимчасової слідчої комісії Верховной Ради України, що розслідує будівництво футбольних полів. Навіть називається конкретна сума — 1 млн грн.
За інформацією Радіо Свобода у 2015 році Суркіс був причетний до крадіжки кількох сотень мільйонів гривень через «Запоріжжяобленерго».

### Агент КДБ
Згідно з «плівками Мельниченка», оприлюдненими у 2000 році, тодішні Президент України Леонід Кучма та голова СБУ Леонід Деркач підозрювали його в роботі агентом КДБ СРСР.

### FootballLeaks-2
У Німеччині за авторством журналістів Рафаеля Бушманна та Міхаеля Вулцінгера та відомого видання Der Spigel вийшла книга «FootballLeaks-2».
В окремому розділі книги під назвою «Українське братство» (Ukrainische Bruderschaft) описується шлях Ігоря та Григорія Суркісів у футболі, а також їхня взаємодія з офшором Newport, через які проходять усі гроші столичного клубу з 1993 року. У своїй книзі автори посилаються на документи «FootballLeaks».
У книзі йдеться про те, що київське «Динамо» з 1993 року фінансово повністю було пов'язано на компанією Newport, яку контролює нинішній бос клубу Ігор Суркіс. Посилаючись на дані з ФІФА, автори зазначають, що у 2011—2017 роках на купівлю 82 футболістів київське «Динамо» через Newport витратило 324 мільйони доларів. Тобто, податки з цієї суми в Україні не сплатили.

### «Кримінал у Києві»
18 грудня 2019 року німецьке видання «Kicker» випустило статтю з заголовком «Кримінал у Києві». У статті йдеться про те, як кошти від УЄФА для українського футболу потрапили в офшорну компанію, яку контролюють брати Суркіси.

### Відмивання грошей «А-Банком»
Державна фіскальна служба підозрює «А-Банк» братів Суркісів у відмиванні грошей в особливо великих розмірах. 27 грудня 2019 року Голосіївський райсуд Києва за клопотанням слідчих ДФС наклав арешт на рахунки клієнтів «А-Банку». За даними ДФС, компанії-клієнти банку надають послуги з формування незаконного податкового кредиту при поставці товарів, робіт/послуг підприємствам реального сектора економіки, у тому числі «Управлінню каналу Дніпро-Донбас», ТОВ «Клімстар», «Біг Сіті Груп», «Завод Котломаш» та іншим компаніям.
Слідство встановило, що гроші, перераховані цим компаніям нібито за товари і послуги знімалися готівкою з розрахункових рахунків, а також через рахунки громадян в банкоматах, що завдало збитків державі в особливо великих розмірах.

### Шуби для арбітра
У 1995 році брати Суркіси намагалися дати хабар іспанському арбітру Ліги чемпіонів Антоніо Лопесу Ньєто перед матчем «Динамо» — «Панатінаїкос». Вони запропонували дві норкові шуби і $30 тис. Через дії Суркісів «Динамо» зняли з розіграшу Ліги Чемпіонів та дискваліфікували на рік.

### Голосування
22 липня 2025 року голосував за закон України 12414 який був ухвалений з порушенням Регламенту Верховної Ради України та підпорядкував НАБУ та САП Генеральному прокурору і викликав масові протести.

## Нагороди
- Орден князя Ярослава Мудрого III ст. (3 вересня 2014) — за визначний особистий внесок у розвиток вітчизняного футболу, піднесення міжнародного спортивного авторитету України, багаторічну плідну професійну діяльність[33][34]
- Орден князя Ярослава Мудрого IV ст. (5 липня 2012) — за значний особистий внесок у підготовку і проведення в Україні фінальної частини чемпіонату Європи 2012 року з футболу, успішну реалізацію інфраструктурних проектів, забезпечення правопорядку і громадської безпеки під час турніру, піднесення міжнародного авторитету Української держави, високий професіоналізм[35]
- Орден князя Ярослава Мудрого V ст. (19 серпня 2006) — за досягнення високих спортивних результатів на чемпіонаті світу з футболу 2006 року (ФРН), виявлені мужність, самовідданість і волю до перемоги, утвердження міжнародного авторитету України[36]
- Орден УПЦ МП «Орден святого рівноапостольного князя Володимира» I ст. (2006)[джерело?]
- Орден «За заслуги» І ст. (2004)[37][38]
- Орден «За заслуги» II ст. (22 серпня 1998) — за вагомий особистий внесок у законодавчу діяльність Верховної Ради України та з нагоди 7-ї річниці незалежності України[39]
- Орден «За заслуги» III ст. (1996).[джерело?]
- Командор ордена «За заслуги перед Італійською Республікою» (1996)[40].
- Почесна відзнака Президента України (22 серпня 1996) — за визначні досягнення у праці, що сприяють економічному, науково-технічному і соціально-культурному розвиткові України, зміцненню її державності і міжнародного авторитету, та з нагоди п'ятої річниці незалежності України[41]
- Почесна грамота Кабінету Міністрів України (вересень 2004)[42].
- Перша незалежна українська премія «Прометей-престиж» і титул «Людина року» в 1996—1999 рр.[джерело?]
- Почесний громадянин Харківської області (2008)[43]